# Монітори класу Enns
Монітори класу Enns входили до Дунайської флотилії Військово-морських сил Австро-Угорщини. Були подальшим розвитком моніторів класу Temes. Монітори «Enns» заклали 1913 на австрійській корабельні STT в Лінці і спустили на воду 1914 року, монітор «Inn» наступного року. Їх назвали на честь найбільших річок Австрії — Енс та Інн. Модернізовані річні монітори «Sava», «Bosna» заклали 1915 року.

## Історія
Монітори увійшли 1914 до складу Дунайської флотилії, де брали участь у бойових діях на річках імперії Першої і окремих держав Другої світових війн. Вони несли посилене озброєння з гармат двох 120 мм, двох 70 мм, трьох 120 мм гаубиць і шістьох 8-мм кулеметів.
Після завершення війни 1918 монітор «Enns» передали Югославії, де його назвали «Драва» на честь тоді прикордонної річки Драва. На початок війни з Третім Рейхом 12 квітня 1941 монітор був пошкоджений бомбою з Ju 87. Піднятий монітор 1943 передали флоту Угорщини, а 1946 повернули Югославії, де через три роки його вивели зі складу збройних сил.
Монітор «Inn» був пошкоджений 22 вересня 1917 біля міста Браїла, і відремонтований до кінця року на корабельні Ganz-Danubius. Був захоплений 1919 комуністичною владою в Угорщині і перейменований на «MARX», згодом за рішенням Антанти переданий Румунії як репарації, де отримав назву «BASARABIA» (1920). У 1944 захоплений військом СРСР і названий «Керч». Був повернутий 1951 Румунії, де під назвою «М-206» входив до складу її Дунайської флотилії до 1960 року.